# Michiyasu Osada
Michiyasu Osada (født 5. marts 1978) er en tidligere japansk fodboldspiller.
Han har spillet for flere forskellige klubber i sin karriere, herunder Tokyo Verdy, Vissel Kobe og Kyoto Purple Sanga.